# Alverca da Beira
Alverca da Beira era una freguesia portuguesa del municipio de Pinhel, distrito de Guarda.

## Historia
Sede de un concelho propio hasta 1853, pero afectada por un intenso proceso de despoblación en la segunda mitad del siglo XX (tenía 1215 habitantes en el censo de 1960), la freguesia fue suprimida el 28 de enero de 2013, en aplicación de una resolución de la Asamblea de la República portuguesa promulgada el 16 de enero de 2013 al unirse con la freguesia de Bouça Cova, formando la nueva freguesia de Alverca da Beira/Bouça Cova.

## Patrimonio
En el patrimonio de la extinta freguesia destacan la iglesia matriz, el pelourinho, símbolo de su antigua autonomía municipal, y la capilla del Senhor dos Aflitos.